# جائزة الأوسكار لأفضل فلم بلغة أجنبية

خارطة العالم توضح الدول الفائزة والمرشحة لجائزة الأوسكار لأفضل فيلم بلغة أجنبية.
فازت بالجائزة أو فازت بجائزة التكريم
رُشحت للجائزة
الولايات المتحدة (غير مؤهلة للمنافسة)

تمنح أكاديمية الفنون والعلوم السينمائية جائزة الأوسكار لأفضل فيلم بلغة أجنبية منذ عام 1945. ولقد حددت الأكاديمية الفلم الأجنبي بأنه أي فيلم طويل(أكثر من 40 دقيقة) وينتج خارج الولايات المتحدة ولا تكون الأنجليزية لغة المحادثة الرئيسية. والأفلام التي تنطبق عليه هذه الشروط تكون مؤهلة للتنافس على الجائزة.

## المرشحون والفائزون
وتأتي إيطاليا في مقدمة الدول التي فازت افلامها لجائزة الأوسكار في هذا المجال حيث فازت 10 مرات من أصل 27 ترشيح تليها فرنسا بـ 9 جوائز من أصل 34 ترشيح ثم إسبانيا بـ 4 جوائز من أصل 19، ومن الشرق الأوسط رشح لهذه الجائزة إيران عام 1998 عن فيلم اطفال الجنة Children of Heaven وفلسطين عام 2006 عن فيلم الجنة الآن Paradise Now وإسرائيل عن فلم وراء القبضان سنه 1985 "מאוחרי הסורגים" و الأردن عام 2016 عن فيلم ذيب Theeb. وحتى عام 2008، فاز 24 فيلم أجنبي بجوائز خارج فئة أفضل فيلم أجنبي وأكثر هذه الأفلام هما السويدي فاني وأليكسندر والتايواني النمر الرابض والتنين الخفي بحصول كل فيلم على أربعة جوائز بما فيها جائزة أفضل فيلم أجنبي.
وفيما يلي أشهر وأهم الأفلام الأجنبية الفائزة في تاريخ جائزة الأوسكار:
- فيلم حياة الآخرون The Lives of Others من ألمانيا عام 2006
- فيلم تاسوتسي Tsotsi من جنوب أفريقيا عام 2005
- فيلم البحر في الأعماق The Sea Inside من أسبانيا عام 2004
- فيلم غزو البرابرة Les Invasions barbares من كندا عام 2003
- فيلم تائه في أفريقيا Nowhere in Africa من ألمانيا عام 2002
- فيلم الأرض المحايدة No Man's Land من البوسنة والهرسك عام 2001
- فيلم النمر الغاضب والتنيين الخفي Crouching Tiger، Hidden Dragon من تايوان عام 2000
- فيلم كل شيء عن والدتي All About My Mother من إسبانيا عام 1999
- فيلم الحياة رائعة Life Is Beautiful من إيطاليا عام 1998
- فيلم سمة Characte من هولندا عام 1997
- فيلم كوليا Kolya من تشيك عام 1996
- فيلم خط أنطونيا Antonia's Line من هولندا عام 1995
- فيلم ضربة شمس Burnt by the Sun من روسيا عام 1994
- فيلم زمن الجمال The Age of Beauty من إسبانيا عام 1993
- فيلم الحكاية الرسمية La historia oficial من الأرجنتين عام 1985

## الأفلام الفائزة
| العام (تسلسل الحفل)                            | عنوان الفيلم في الترشيح          | عنوان الفيلم الأصلي                                        | الفائز (الفائزون)           | الدولة                   | اللغة (اللغات)       |
| ---------------------------------------------- | -------------------------------- | ---------------------------------------------------------- | --------------------------- | ------------------------ | -------------------- |
| 1947 حفل توزيع جوائز الأوسكار العشرون          | ماسح الأحذية                     | Sciuscià                                                   | فيتوريو دي سيكا             | إيطاليا                  | الإيطالية            |
| 1948 حفل توزيع جوائز الأوسكار الحادي والعشرون  | السيد فينسنت                     | Monsieur Vincent                                           | موريس كلوش                  | فرنسا                    | الفرنسية             |
| 1949 حفل توزيع جوائز الأوسكار الثاني والعشرون  | سارق الدراجة                     | Ladri di biciclette                                        | فيتوريو دي سيكا             | إيطاليا                  | الإيطالية            |
| 1950 حفل توزيع جوائز الأوسكار الثالث والعشرون  | أسوار مالاباج                    | Le mura di Malapaga (إيطالية) Au-delà des grilles (فرنسية) | رينيه كليمان                | فرنسا إيطاليا            | الفرنسية الإيطالية   |
| 1951 حفل توزيع جوائز الأوسكار الرابع والعشرون  | راشومون                          | 羅生門                                                     | أكيرا كوروساوا              | اليابان                  | اليابانية            |
| 1952 حفل توزيع جوائز الأوسكار الخامس والعشرون  | ألعاب ممنوعة                     | Jeux interdits                                             | رينيه كليمان                | فرنسا                    | الفرنسية             |
| 1954 حفل توزيع جوائز الأوسكار السابع والعشرون  | بوابة الجحيم                     | 地獄門                                                     | تينوسوكو كيماغاسا           | اليابان                  | اليابانية            |
| 1955 حفل توزيع جوائز الأوسكار الثامن والعشرون  | الساموراي الأول: موساشي مياموتو  | 宮本武蔵                                                   | هيروشي إناغاكي              | اليابان                  | اليابانية            |
| 1956 حفل توزيع جوائز الأوسكار التاسع والعشرون  | الطريق                           | La strada                                                  | فيديريكو فليني              | إيطاليا                  | الإيطالية            |
| 1957 حفل توزيع جوائز الأوسكار الثلاثون         | ليالي كابيريا                    | Le notti di Cabiria                                        | فيديريكو فليني              | إيطاليا                  | الإيطالية            |
| 1958 حفل توزيع جوائز الأوسكار الحادي والثلاثون | عمي                              | Mon Oncle                                                  | جاك تاتي                    | فرنسا                    | الفرنسية             |
| 1959 حفل توزيع جوائز الأوسكار الثاني والثلاثون | أورفيوس الأسود                   | Orfeu Negro                                                | مارسيل كامو                 | البرازيل فرنسا           | البرتغالية           |
| 1960 حفل توزيع جوائز الأوسكار الثالث والثلاثون | الربيع البكر                     | Jungfrukällan                                              | إنغمار برغمان               | السويد                   | السويدية             |
| 1961 حفل توزيع جوائز الأوسكار الرابع والثلاثون | عبر زجاج مظلم                    | Såsom i en spegel                                          | إنغمار برغمان               | السويد                   | السويدية             |
| 1962 حفل توزيع جوائز الأوسكار الخامس والثلاثون | أيام الأحد وسيبيل                | Les dimanches de Ville d'Avray                             | سيرج بورغينيون              | فرنسا                    | الفرنسية             |
| 1963 حفل توزيع جوائز الأوسكار السادس والثلاثون | 8½                               | ½8                                                         | فيديريكو فليني              | إيطاليا                  | الإيطالية            |
| 1964 حفل توزيع جوائز الأوسكار السابع والثلاثون | أيام الأحد وسيبيل                | Ieri, oggi, domani                                         | فيتوريو دي سيكا             | إيطاليا                  | الإيطالية            |
| 1965 حفل توزيع جوائز الأوسكار الثامن والثلاثون | المتجر الكائن بالشارع الرئيسي    | Obchod na korze                                            | جون كدار                    | تشيكوسلوفاكيا            | السلوفاكية اليديية   |
| 1966 حفل توزيع جوائز الأوسكار التاسع والثلاثون | رجل وامرأة                       | Un homme et une femme                                      | كلود ليلوش                  | فرنسا                    | الفرنسية             |
| 1967 حفل توزيع جوائز الأوسكار الأربعون         | قطارات مراقبة عن قرب             | Ostře sledované vlaky                                      | جيزى منزيل                  | تشيكوسلوفاكيا            | السلوفاكية الألمانية |
| 1968 حفل توزيع جوائز الأوسكار الحادي والأربعون | الحرب والسلام                    | Война и мир                                                | سيرغي بوندارتشوك            | روسيا                    | الروسية              |
| 1969 حفل توزيع جوائز الأوسكار الثاني والأربعون | زد                               | Z                                                          | كوستا غافراس                | الجزائر                  | الفرنسية             |
| 1970 حفل توزيع جوائز الأوسكار الثالث والأربعون | تحقيق مع مواطن فوق مستوى الشبهات | Indagine su un cittadino al di sopra di ogni sospetto      | إليو بتري                   | إيطاليا                  | الإيطالية            |
| 1971 حفل توزيع جوائز الأوسكار الرابع والأربعون | حديقة آل فينزي كونتيني           | Il giardino dei Finzi-Contini                              | فيتوريو دي سيكا             | إيطاليا                  | الإيطالية            |
| 1972 حفل توزيع جوائز الأوسكار الخامس والأربعون | سحر البرجوازية الخفي             | Le Charme discret de la bourgeoisie                        | لويس بونويل                 | فرنسا                    | الفرنسية             |
| 1973 حفل توزيع جوائز الأوسكار السادس والأربعون | ليلة أمريكية                     | La Nuit américaine                                         | فرانسوا تروفو               | فرنسا                    | الفرنسية             |
| 1974 حفل توزيع جوائز الأوسكار السابع والأربعون | أماركورد                         | Amarcord                                                   | فيديريكو فليني              | إيطاليا                  | الإيطالية            |
| 1975 حفل توزيع جوائز الأوسكار الثامن والأربعون | الصياد                           | Дерсу Узала デルス·ウザーラ                                | أكيرا كوروساوا              | اليابان الاتحاد السوفيتي | الروسية              |
| 1976 حفل توزيع جوائز الأوسكار التاسع والأربعون | أبيض وأسود بالألوان              | La Victoire en chantant                                    | جان جاك أنو                 | فرنسا                    | الفرنسية             |
| 1977 حفل توزيع جوائز الأوسكار الخمسون          | مدام روزا                        | La Vie devant soi                                          | جان جاك أنو                 | فرنسا                    | الفرنسية             |
| 1978 حفل توزيع جوائز الأوسكار الحادي والخمسون  | أخرج مناديلك                     | Préparez vos mouchoirs                                     | برتراند بلييه               | فرنسا                    | الفرنسية             |
| 1979 حفل توزيع جوائز الأوسكار الثاني والخمسون  | طبل الصفيح                       | Die Blechtrommel                                           | فولكر شلوندورف              | فرنسا                    | الألمانية            |
| 1980 حفل توزيع جوائز الأوسكار الثالث والخمسون  | موسكو لا تؤمن بالدموع            | Москва слезам не верит                                     | فلاديمير منشوف              | الاتحاد السوفيتي         | الروسية              |
| 1981 حفل توزيع جوائز الأوسكار الرابع والخمسون  | ميفيستو                          | Mephisto                                                   | استفان زابو                 | المجر                    | المجرية              |
| 1982 حفل توزيع جوائز الأوسكار الخامس والخمسون  | البدء من جديد                    | Volver a Empezar                                           | خوسيه لويس غارثي            | إسبانيا                  | الإسبانية            |
| 1983 حفل توزيع جوائز الأوسكار السادس والخمسون  | فاني وأليكسندر                   | Fanny och Alexander                                        | إنغمار برغمان               | السويد                   | السويدية             |
| 1984 حفل توزيع جوائز الأوسكار السابع والخمسون  | حركات خطرة                       | La Diagonale du fou                                        | ريتشارد دمبو                | فرنسا                    | الفرنسية             |
| 1985 حفل توزيع جوائز الأوسكار الثامن والخمسون  | الحكاية الرسمية                  | La historia oficial                                        | لويس بوينزو                 | الأرجنتين                | الإسبانية            |
| 1986 حفل توزيع جوائز الأوسكار التاسع والخمسون  | الاعتداء                         | De aanslag                                                 | فونس رادميكرز               | هولندا                   | الهولندية            |
| 1987 حفل توزيع جوائز الأوسكار الستون           | عيد بابيت                        | Babettes gæstebud                                          | غابرييل أكسل                | الدنمارك                 | الدنماركية           |
| 1988 حفل توزيع جوائز الأوسكار الحادي والستون   | بيل الفاتح                       | Pelle Erobreren                                            | بيل أوغست                   | الدنمارك                 | الدنماركية           |
| 1989 حفل توزيع جوائز الأوسكار الثاني والستون   | سينما باراديزو الجديدة           | Nuovo Cinema Paradiso                                      | جيوزبي تورنتوري             | سينما إيطاليا            | الإيطالية            |
| 1990 حفل توزيع جوائز الأوسكار الثالث والستون   | رحلة أمل                         | Umuda yolculuk                                             | تشزافييه كولر               | تركيا                    | التركية              |
| 1991 حفل توزيع جوائز الأوسكار الرابع والستون   | الأبيض المتوسط                   | Mediterraneo                                               | غابرييل سلفاتوريس           | إيطاليا                  | الإيطالية            |
| 1992 حفل توزيع جوائز الأوسكار الخامس والستون   | إندوشينا                         | Indochine                                                  | ريجيس وارنييه               | فرنسا                    | الفرنسية             |
| 1993 حفل توزيع جوائز الأوسكار السادس والستون   | بيل إيبوكيه                      | Belle Époque                                               | فيرناندو ترويبا             | إسبانيا                  | الإسبانية            |
| 1994 حفل توزيع جوائز الأوسكار السابع والستون   | حرقته الشمس                      | Утомлённые солнцем                                         | نيكيتا ميخالكوف             | روسيا                    | الروسية              |
| 1995 حفل توزيع جوائز الأوسكار الثامن والستون   | أنطونيا                          | Antonia                                                    | مارلين غوريس                | هولندا                   | الهولندية            |
| 1996 حفل توزيع جوائز الأوسكار التاسع والستون   | كوليا                            | Kolja                                                      | جان سفيراك                  | التشيك                   | التشيكية             |
| 1997 حفل توزيع جوائز الأوسكار السبعون          | شخصية                            | Karakter                                                   | مايك فان ديم                | هولندا                   | الهولندية            |
| 1998 حفل توزيع جوائز الأوسكار الحادي والسبعون  | الحياة جميلة                     | La vita è bella                                            | روبيرتو بينيني              | إيطاليا                  | الإيطالية            |
| 1999 حفل توزيع جوائز الأوسكار الثاني والسبعون  | كل شيء عن أمي                    | Todo sobre mi madre                                        | بيدرو ألمودوبار             | إسبانيا                  | الإسبانية            |
| 2000 حفل توزيع جوائز الأوسكار الثالث والسبعون  | النمر الرابض والتنين الخفي       | 臥虎藏龍                                                   | أنغ لي                      | تايوان                   | الصينية              |
| 2001 حفل توزيع جوائز الأوسكار الرابع والسبعون  | الأرض المحايدة                   | Ničija zemlja                                              | دانيس تانوفيش               | البوسنة والهرسك          | البوسنية             |
| 2002 حفل توزيع جوائز الأوسكار الخامس والسبعون  | اللامكان في إفريقيا              | Nirgendwo in Afrika                                        | كارولين لينك                | ألمانيا                  | الألمانية            |
| 2003 حفل توزيع جوائز الأوسكار السادس والسبعون  | الغزوات البربرية                 | Les Invasions barbares                                     | دنيس آركاند                 | كندا                     | الفرنسية             |
| 2004 حفل توزيع جوائز الأوسكار السابع والسبعون  | البحر بداخله                     | Mar adentro                                                | أليخاندرو آمينابار          | إسبانيا                  | الإسبانية            |
| 2005 حفل توزيع جوائز الأوسكار الثامن والسبعون  | تسوتسي                           | Tsotsi                                                     | غافين هود                   | جنوب أفريقيا             | الأفريقانية          |
| 2006 حفل توزيع جوائز الأوسكار التاسع والسبعون  | حياة الآخرين                     | Das Leben der Anderen                                      | فلوريان هينكل فون دونرسمارك | ألمانيا                  | الألمانية            |
| 2007 حفل توزيع جوائز الأوسكار الثمانون         | المزورون                         | Die Fälscher                                               | ستيفان روزويتزكي            | النمسا                   | الألمانية            |
| 2008 حفل توزيع جوائز الأوسكار الحادي والثمانون | أوكوريبيتو                       | おくりびと                                                 | يوجيرو تاكيتا               | اليابان                  | اليابانية            |
| 2009 حفل توزيع جوائز الأوسكار الثاني والثمانون | السر في عيونهم                   | El secreto de sus ojos                                     | خوان خوسيه كامبانيلا        | الأرجنتين                | الإسبانية            |
| 2010 حفل توزيع جوائز الأوسكار الثالث والثمانون | في عالم أفضل                     | Hævnen                                                     | سوزان بيير                  | الدنمارك                 | الدنماركية           |
| 2011 حفل توزيع جوائز الأوسكار الرابع والثمانون | انفصال نادر وسمين                | جدایی نادر از سیمین                                        | أصغر فرهادي                 | إيران                    | الفارسية             |
| 2012 حفل توزيع جوائز الأوسكار الخامس والثمانون | الحب                             | Amour'                                                     | مايكل هاينيكي               | فرنسا                    | الفرنسية             |
| 2013 حفل توزيع جوائز الأوسكار السادس والثمانون | الجمال العظيم                    | La grande bellezza                                         | باولو سورينتينو             | إيطاليا                  | الإيطالية            |
| 2014 حفل توزيع جوائز الأوسكار السابع والثمانون | إدا                              | Ida                                                        | بافل بافليكوفسكي            | بولندا                   | البولندية            |
| 2015 حفل توزيع جوائز الأوسكار الثامن والثمانون | ابن صول                          | Saul fia                                                   | لازلو نيميس                 | المجر                    | المجرية              |
| 2016 حفل توزيع جوائز الأوسكار التاسع والثمانون | البائع                           | فروشنده                                                    | أصغر فرهادي                 | إيران                    | الفارسية             |
| 2017 حفل توزيع جوائز الأوسكار التسعون          | امرأة رائعة                      | Una mujer fantástica                                       | سباستيان ليليو              | سينما تشيلي              | الإسبانية            |